# Osorno (geslacht)
Osorno is een geslacht van kevers uit de familie  
kniptorren (Elateridae).
Het geslacht is voor het eerst wetenschappelijk beschreven in 1882 door Candèze.

## Soorten
Het geslacht omvat de volgende soorten:
- Osorno ambiguum Candèze, 1881
- Osorno ambiguus Candèze, 1882